# Rozalén
María de los Ángeles Rozalén Ortuño conhecida como Rozalén (Albacete, 12 de junho de 1986) é uma cantautora, escritora e guitarrista espanhola.

## Biografia
María de los Ángeles cresceu em Letur. Estudou na Universidade de Múrcia, e obteve Mestrado em musicoterapia.
Colabora com associações como Plan Internacional, AECC o Fundación Vicente Ferrer.

## Discografia
- Con derecho a…, 2013
- Quién me ha visto... , 2015
- Cuando el río suena... , 2017

### Singles
- 80 veces, 2013
- Comiéndote a besos, 2013
- Saltan chispas, 2014
- Vuelves, 2015
- Ahora, 2015
- Será mejor, 2016
- Girasoles, 2017
- La puerta violeta, 2017
- Antes de verte, 2018

## Livros
- Cerrando puntos suspensivos, 2018